# Азе сир Шер
Азе сир Шер (фр. Azay-sur-Cher) је насељено место у Француској у региону Центар, у департману Ендр и Лоара.
По подацима из 2011. године у општини је живело 3009 становника, а густина насељености је износила 131,68 становника/km².

## Демографија
| 1962. | 1968. | 1975. | 1982. | 1990. | 2011. |
| ----- | ----- | ----- | ----- | ----- | ----- |
| 1.150 | 1.194 | 1.375 | 1.830 | 2.408 | 3.009 |